# Aunou-sur-Orne
Aunou-sur-Orne – miejscowość i gmina we Francji, w regionie Normandia, w departamencie Orne.
Według danych na rok 1990 gminę zamieszkiwało 257 osób, a gęstość zaludnienia wynosiła 14 osób/km² (wśród 1815 gmin Dolnej Normandii Aunou-sur-Orne plasuje się na 634. miejscu pod względem liczby ludności, natomiast pod względem powierzchni na miejscu 148.).